# Le Crime d'Orcival
Le Crime d'Orcival est un roman policier français d'Émile Gaboriau, publié en 1867.

## Principaux personnages
- La victime
  - Comtesse de Tremorel

- Le policier
  - M. Lecoq

- Le suspect
  - Guespin

## Résumé
À Orcival, le 9 juillet 186..., des braconniers découvrent le corps sans vie d'une femme, la comtesse de Tremorel, dont l'identité est rapidement établie par la police. Non loin de là, le château de la victime est sens dessus dessous, et nulle trace du comte de Tremorel. Les autorités inculpent finalement un certain Guespin que tout semble accuser.
Dépêché sur les lieux par la Préfecture de police, M. Lecoq de la Sûreté reprend l'enquête à zéro, rétablit l'heure réelle du crime, constate que ni le comte ni la comtesse n'ont couché dans le lit défait ce soir-là. Le ou les assassins ont en outre multiplié les indices, comme cinq verres vides pour faire croire qu'ils sont nombreux, et les traces d'une fausse lutte sur le sable, afin d'égarer les soupçons. Lecoq songe à un plan pour résoudre l'énigme, mais l'issue de l'affaire, il en a bien conscience, reste incertaine.

## Particularités du roman
« C'est dans ce roman que l'on voit le mieux la dette de Conan Doyle envers Gaboriau. Les méthodes de déduction de Lecoq annoncent les détectives qui vont suivre. »

## Adaptation
- 1914 : L'Affaire d'Orcival, film muet français réalisé par Gérard Bourgeois[2].
- 1983 : Feuilleton radiophonique en 18 épisodes d’Henri Weitzmann, réalisation Jeanne Rolin-Weiss, rediffusé sur France Culture (podcast) du 3 au 22 août 2020[3].

## Source bibliographique
- Jean Tulard, Dictionnaire du roman policier : 1841-2005. Auteurs, personnages, œuvres, thèmes, collections, éditeurs, Paris, Fayard, 2005, 768 p. (ISBN 978-2-915793-51-2, OCLC 62533410), p. 183.